# Pseudotaxis
Pseudotaxis es un género de foraminífero bentónico de la familia Pseudotaxidae, de la superfamilia Tetrataxoidea, del suborden Fusulinina y del orden Fusulinida. Su especie tipo es Tetrataxis eominima. Su rango cronoestratigráfico abarca desde el Tournaisiense superior (Carbonífero inferior) hasta el Namuriense (Carbonífero superior).

## Discusión
Clasificaciones más recientes incluyen Pseudotaxis en el suborden Endothyrina, del orden Endothyrida, de la subclase Fusulinana y de la clase Fusulinata.

## Clasificación
Pseudotaxis incluye a las siguientes especies:
- Pseudotaxis brazhnikovae †
- Pseudotaxis dzhezhagganicus †
- Pseudotaxis eominima †
- Pseudotaxis expansus †
- Pseudotaxis kingiricus †
- Pseudotaxis kiselicus †
- Pseudotaxis liliana †
- Pseudotaxis notabilis †
- Pseudotaxis ovalis †
- Pseudotaxis pusillus †
- Pseudotaxis sussaicus †

Otra especie considerada en Pseudotaxis es:
- Pseudotaxis elata †, de posición genérica incierta